# Сунь Сю
Сунь Сю (кит. трад. 孫休, упр. 孙休, пиньинь Sūn Xiū, 235 — 3 сентября 264), взрослое имя Цзыле́ (кит. 子烈, пиньинь Zǐmíng) — третий правитель царства У эпохи Троецарствия в Китае. Посмертное имя Цзин-ди (景帝), храмовое имя Тай-цзун (太宗).

## Биография
Сунь Сю был сыном основателя царства У Сунь Цюаня от наложницы Ван. Около 250 года Сунь Цюань женил сына на дочери своей сестры Сунь Сяоху и генерала Чжу Цзюя. В 252 году, перед смертью Сунь Цюаня, Сунь Сю получил титул Ланъе-вана (琅邪王) и удел в Хулине (в современном Чичжоу провинции Аньхой). Когда императором стал его младший брат Сунь Лян, то регент Чжугэ Кэ решил убрать князей подальше от важных военных баз на Янцзы, и Сунь Сю получил другой удел — в Даньяне (в современном Сюаньчэне провинции Аньхой). Однако у Сунь Сю не сложились отношения с губернатором Даньянского округа Ли Хэном, и он подал прошение брату с просьбой о выделении ему другого удела; Сунь Сю был переведён в округ Куайцзи (в современном Шаосине провинции Чжэцзян).
В 258 году Сунь Лян попытался начать править страной самостоятельно и сместить регента Сунь Чэня, но Сунь Чэнь, узнав об этом, окружил дворец своими войсками, и вынудил чиновников лишить Сунь Ляна трона; народу было объявлено, что у императора обнаружились проблемы с психикой. Сунь Сю был приглашён в столицу и провозглашён императором.
Чтобы отблагодарить Сунь Чэня, Сунь Сю добавил к его уделу пять уездов, а также дал титул его брату. Однако вскоре произошёл инцидент, настроивший императора против него. Сунь Чэнь принёс во дворец мясо и вино, чтобы попировать вместе с императором, но тот отклонил подношение, и Сунь Чэнь отправился с мясом и вином к генералу Чжан Бу, во время разговора с которым выразил своё разочарование инцидентом, упомянув при этом, что, возможно, ему следовало бы выбрать другого императора. Чжан Бу передал содержание разговора императору, и тот стал опасаться Сунь Чэня, однако внешне продолжал выказывать ему своё расположение. Сунь Чэнь, опасаясь за своё положение, попросил разрешения покинуть столицу и отправиться проинспектировать оборону запасной столицы — Учана (в современном Эчжоу провинции Хубэй); император дал согласие. Однако император опасался, что укрепившись в этом городе Сунь Чэнь восстанет, и по его приказу солдаты Чжан Бу и Дин Фэна схватили Сунь Чэня. Сунь Чэнь был казнён, а весь его клан — вырезан.
Сунь Сю не был компетентным правителем, и доверил ведение основных дел Чжан Бу и Пуян Сину, которые также не проявили себя компетентными управляющими. В стране начала усиливаться коррупция, а наличие смещённого императора всегда создавало опасность возникновения заговора с целью возврата его к власти. Поэтому в 260 году Сунь Сю понизил Сунь Ляна в титуле до Хоугуаньского хоу (候官侯), и отправил его жить в этом уделе в провинции Фуцзянь. По дороге Сунь Лян скончался — по одной версии он совершил самоубийство, по другой — был отравлен.
В 263 году, доведённые до отчаяния коррупцией управляющих, восстали жители округов Цзяочжи, Цзючжэнь и Жинань (на территории современного северного Вьетнама). Восстание было поддержано царством Вэй и его преемником империей Цзинь, и так и не было подавлено за время правления Сунь Сю.
В 263 году царство Вэй напало на царство Шу. Чтобы помочь союзнику, Сунь Сю отправил две армии — одну на Шоучунь, а другую — в Ханьчжун, однако эти нападения не принесли успеха, и царство Вэй захватило столицу Шу. Узнав, что многие шуские города не знают, на чью сторону встать, Сунь Сю отправил войска для их оккупации, но нападение было отбито шуским генералом Ло Сянем, который предпочёл выполнить приказ правителя Лю Шаня о капитуляции перед царством Вэй.
Летом 264 года Сунь Сю заболел и потерял способность говорить, но мог писать. Он написал указ о вызове во дворец Пуян Сина, и доверил ему своего сына Сунь Ваня в качестве наследника престола. Вскоре Сунь Сю скончался, однако Пуян Син решил, что после падения царства Шу народ не захочет видеть на троне ребёнка (данных о возрасте Сунь Ваня нет, но так как Сунь Сю умер в 29-летнем возрасте, то Сунь Вань явно не был взрослым), и Пуян Син вместе с Чжан Бу объявили императором Сунь Хао — сына Сунь Хэ (который был сыном Сунь Цюаня).

## Девизы правления
- Юнъань (永安 Yǒng'ān) 258—264